# Vratišov (Mezná)
Vratišov (německy Wratischow) je malá vesnice, část obce Mezná v okrese Pelhřimov. Nachází se 1,5 km na severovýchod od Mezné. V roce 2009 zde bylo evidováno 18 adres. V roce 2001 zde trvale žilo 23 obyvatel.
Vratišov leží v katastrálním území Vratišov u Mezné o rozloze 2,2 km2.

## Historie
První písemná zmínka o obci pochází z roku 1203.

## Pamětihodnosti
- Pamětní kámen při čp. 3

## Další fotografie

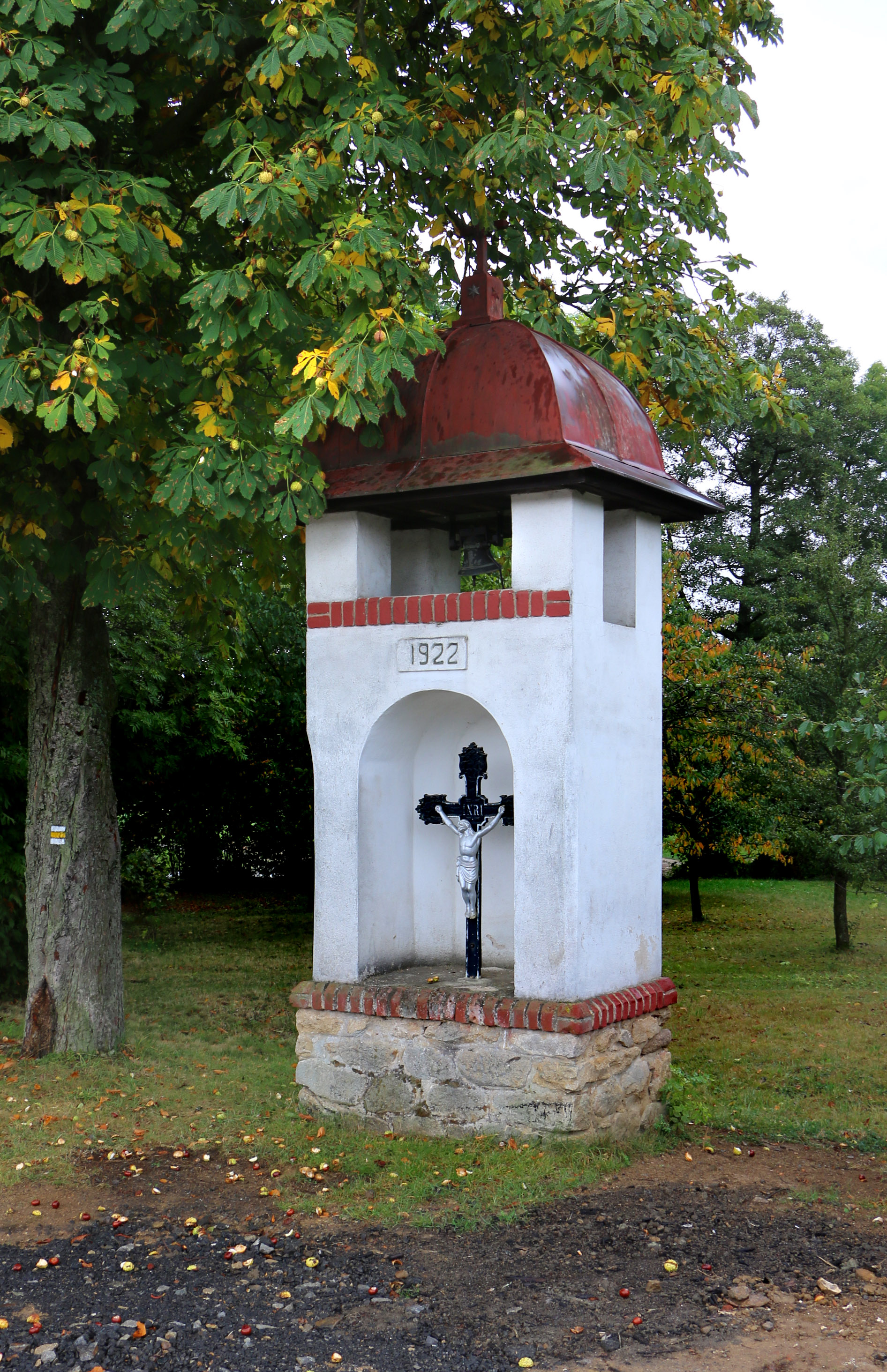
Kaplička u zastávky
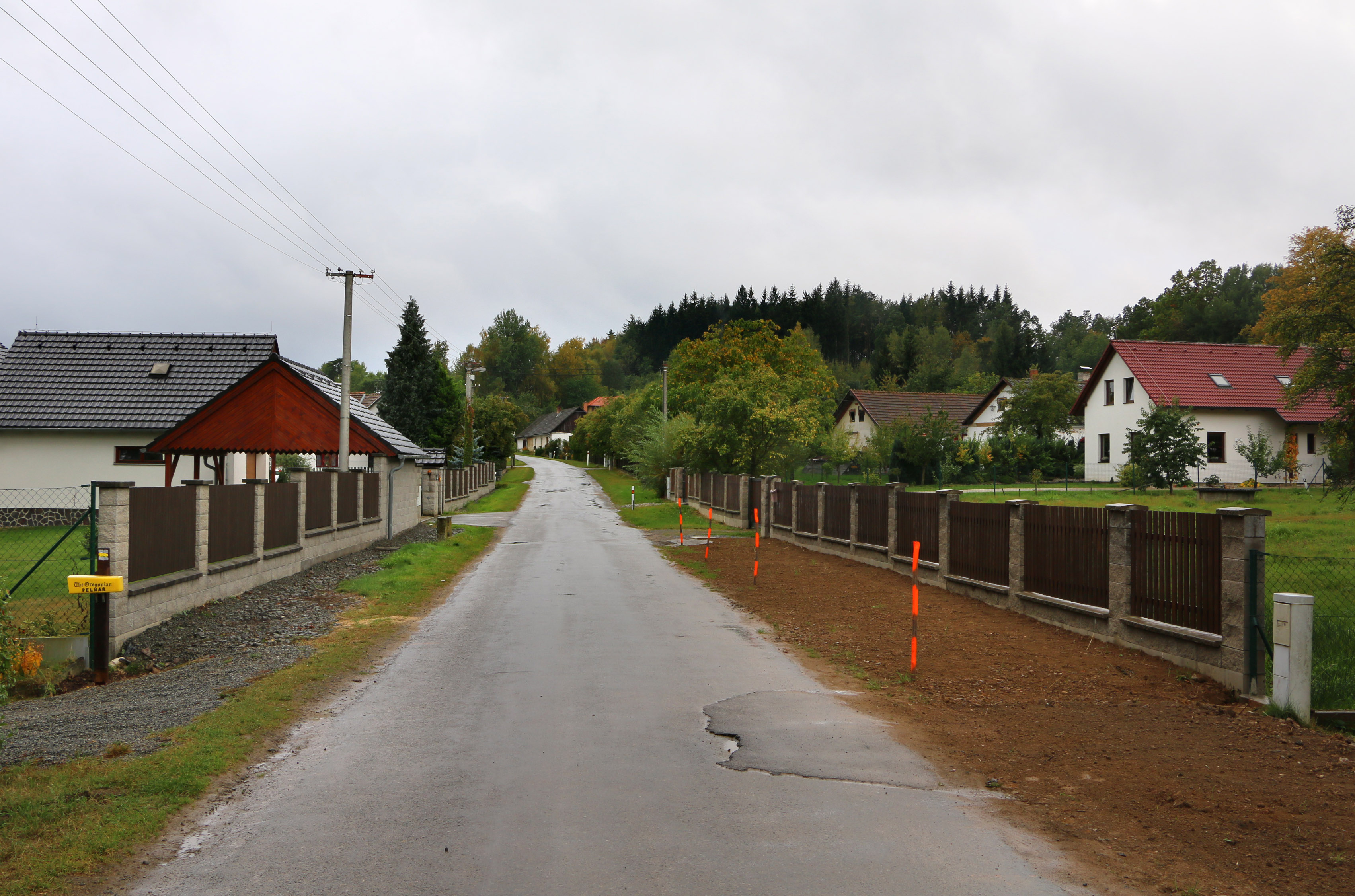
Hlavní silnice
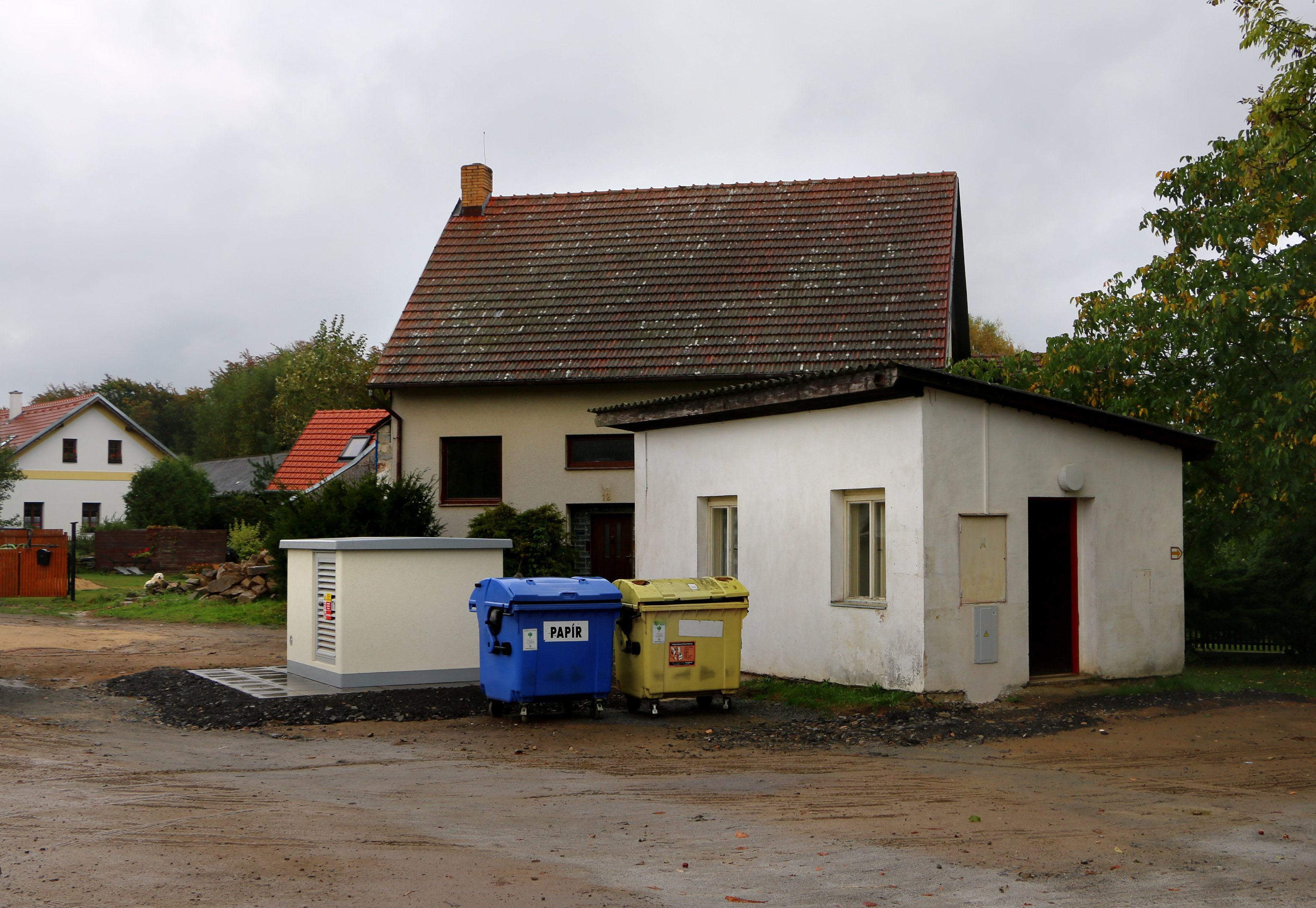
Stará váha
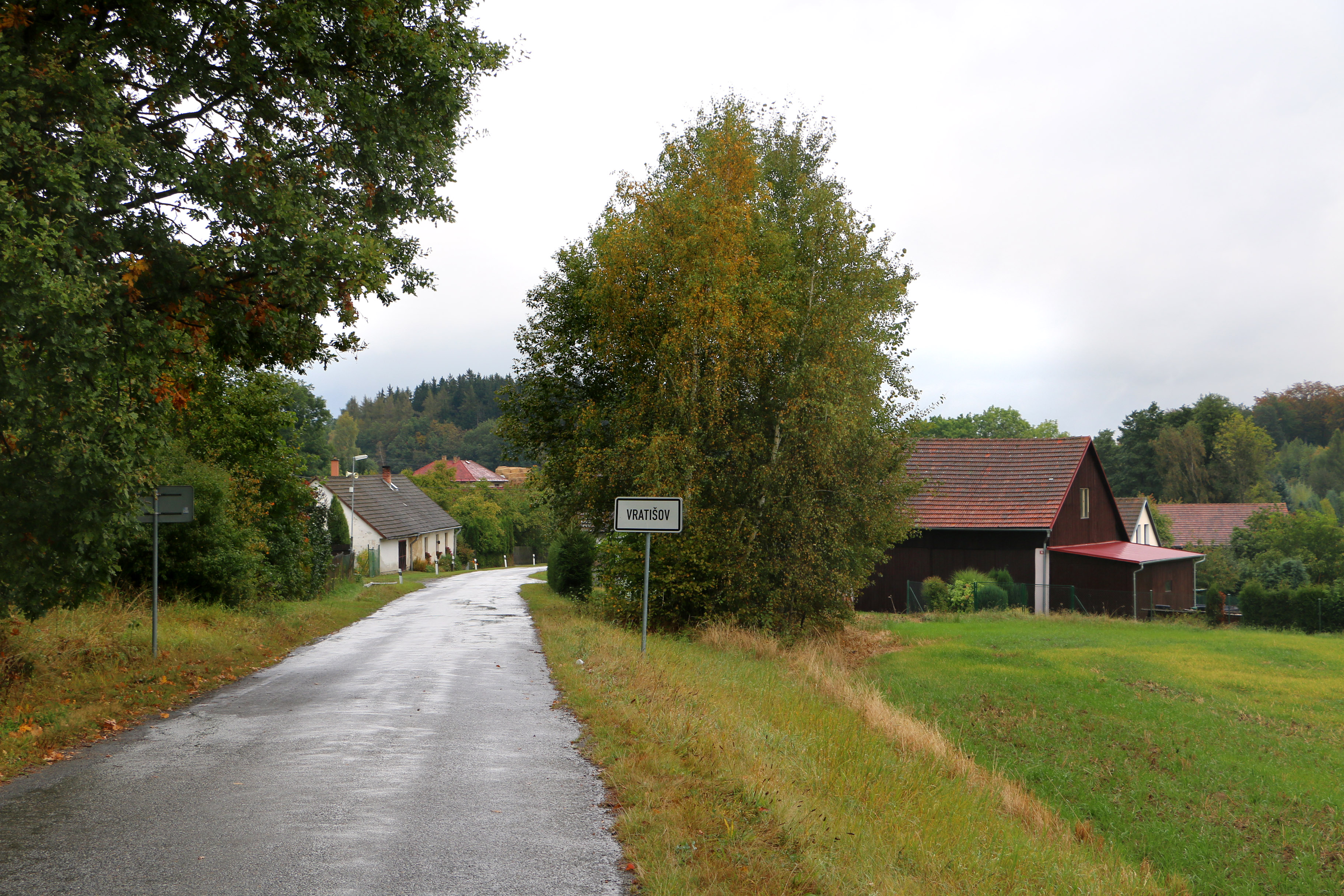
Příjezd od jihu